# Negrinha
Negrinha é um livro de contos ficcional escrito por Monteiro Lobato, publicado em 1920. O livro era constituído na primeira edição apenas pelos contos Negrinha, Fitas da Vida, O drama da geada, O Bugio moqueado, O jardineiro Timóteo e O colocador de pronomes.
Muitos consideram que neste livro estão os melhores contos escritos por Lobato. Sem dúvida são os mais emotivos e que mais agradaram ao público. Alguns contos foram escritos antes de sua viagem aos Estados Unidos, outros depois do retorno. O livro contém verdadeiras preciosidades no tratamento do idioma e os personagens são mais urbanos e mais mundanos que os dos livros anteriores. "Aqui encontramos um painel que vai da farsa à tragédia, do sarcasmo à compaixão, passando pelo drama pungente da filha de uma ex-escrava."
Na segunda edição foram sendo acrescidos contos que hoje formam o conjunto de 22 narrativas:
- Negrinha
- As fitas da vida
- O drama da geada
- O Bugio moqueado
- O jardineiro Timóteo
- O fisco
- Os negros
- Barba Azul
- O colocador de pronomes
- Uma história de mil anos
- Os pequeninos
- A facada imortal
- A policetemia de Dona Lindoca
- Duas cavalgaduras
- O bom marido
- Marabá
- Fatia de Vida
- A morte do Camicego
- "Quero ajudar o Brasil"
- Sorte grande
- Dona Expedita
- Herdeiro de si mesmo